# Copiula fistulans
Copiula fistulans är en groddjursart som beskrevs av Menzies och Tyler 1977. Copiula fistulans ingår i släktet Copiula och familjen Microhylidae. IUCN kategoriserar arten globalt som livskraftig. Inga underarter finns listade i Catalogue of Life.